# سفارة كولومبيا في البرازيل
سفارة كولومبيا في البرازيل هي أرفع تمثيل دبلوماسي لدولة كولومبيا لدى البرازيل. تقع السفارة في برازيليا وهي تهدف لتعزيز المصالح الكولومبية في البرازيل.

## وصلات خارجية
- قائمة سفارات كولومبيا
- قائمة السفارات في البرازيل